# Bentalha
Bentalha (arabe : بن طلحة) est une annexe de la commune de Baraki de la wilaya d'Alger en Algérie, situé au sud de la capitale.
Le lieu est connu notamment pour le massacre de Bentalha, qui eut lieu la nuit du 22 au 23 septembre 1997.

## Géographie
Bentalha est située entre la ville de Baraki au nord et la ville de Sidi Moussa au sud via la route nationale 8. Elle est aussi connectée directement avec Les Eucalyptus a l'est via la 
deuxième rocade sud d'Alger.
La ville est nichée dans la plaine fertile de la Mitidja, à proximité de l'oued El Harrach. Cet oued, qui traverse Alger et se jette dans la mer Méditerranée, a été l'objet d'aménagements significatifs ces dernières années. Ces travaux ont permis la création d'un parc riverain à Bentalha, offrant aux résidents un espace de loisirs et de détente en bordure du fleuve.

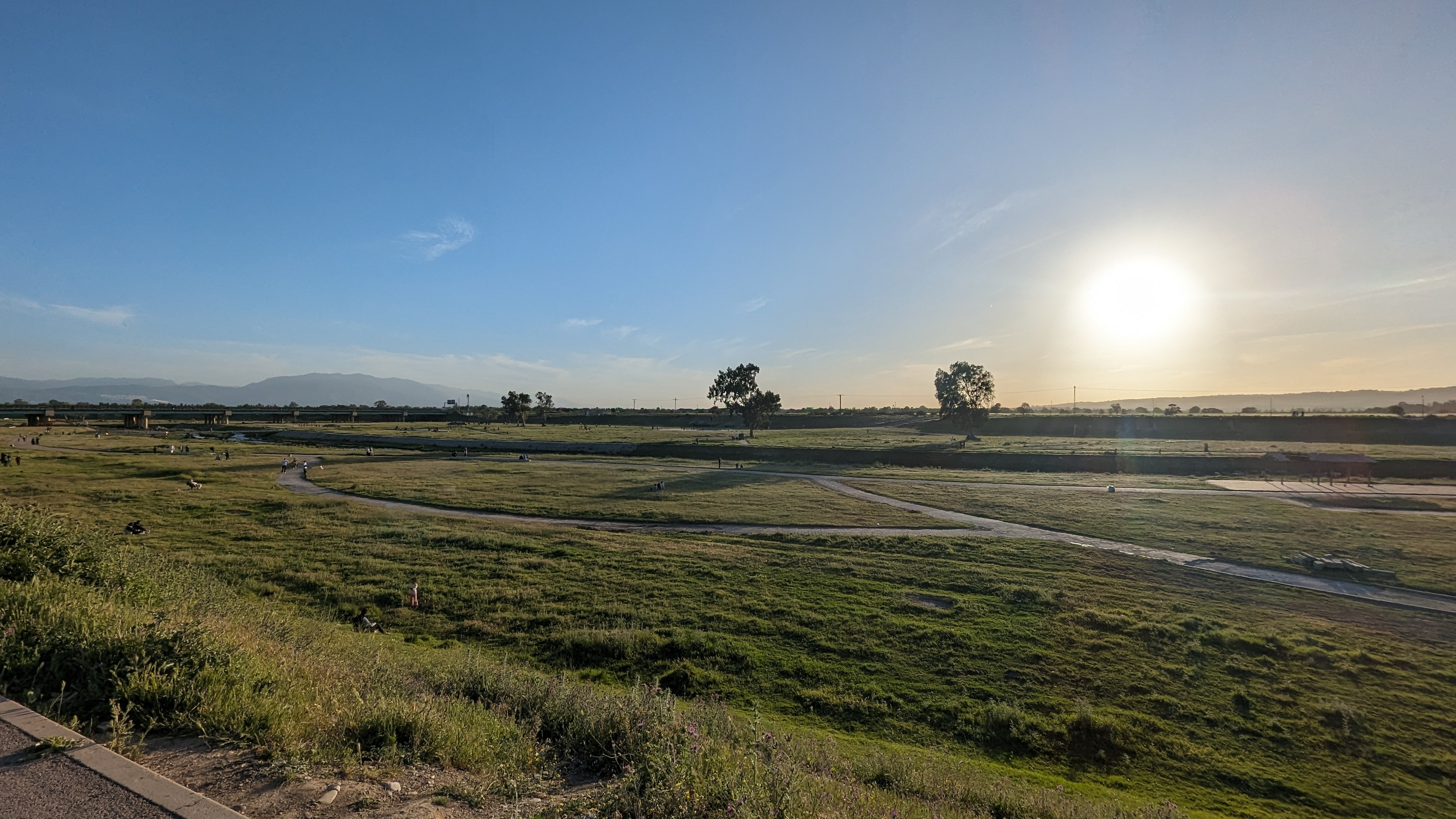
Parc de Bentalha, aménagement de Oued El Harrach

| Baraki   | Baraki      | Haouch El Mihoub |
| Baba Ali | Bentalha    | Les Eucalyptus   |
| Birtouta | Sidi Moussa | Sidi Moussa      |